# 141. strelska divizija (ZSSR)
141. strelska divizija (izvirno rusko 141. стрелковая дивизия; kratica 141. SD) je bila strelska divizija Rdeče armade v času druge svetovne vojne.

## Zgodovina
Divizija je bila ustanovljena septembra 1939 v Slavjansku in bila uničena avgusta 1941 v Nikolajevu. Ponovno je bila ustanovljena januarja 1942 v Kazanu.